# Iglesia de Nuestra Señora de la Asunción (Caballar)

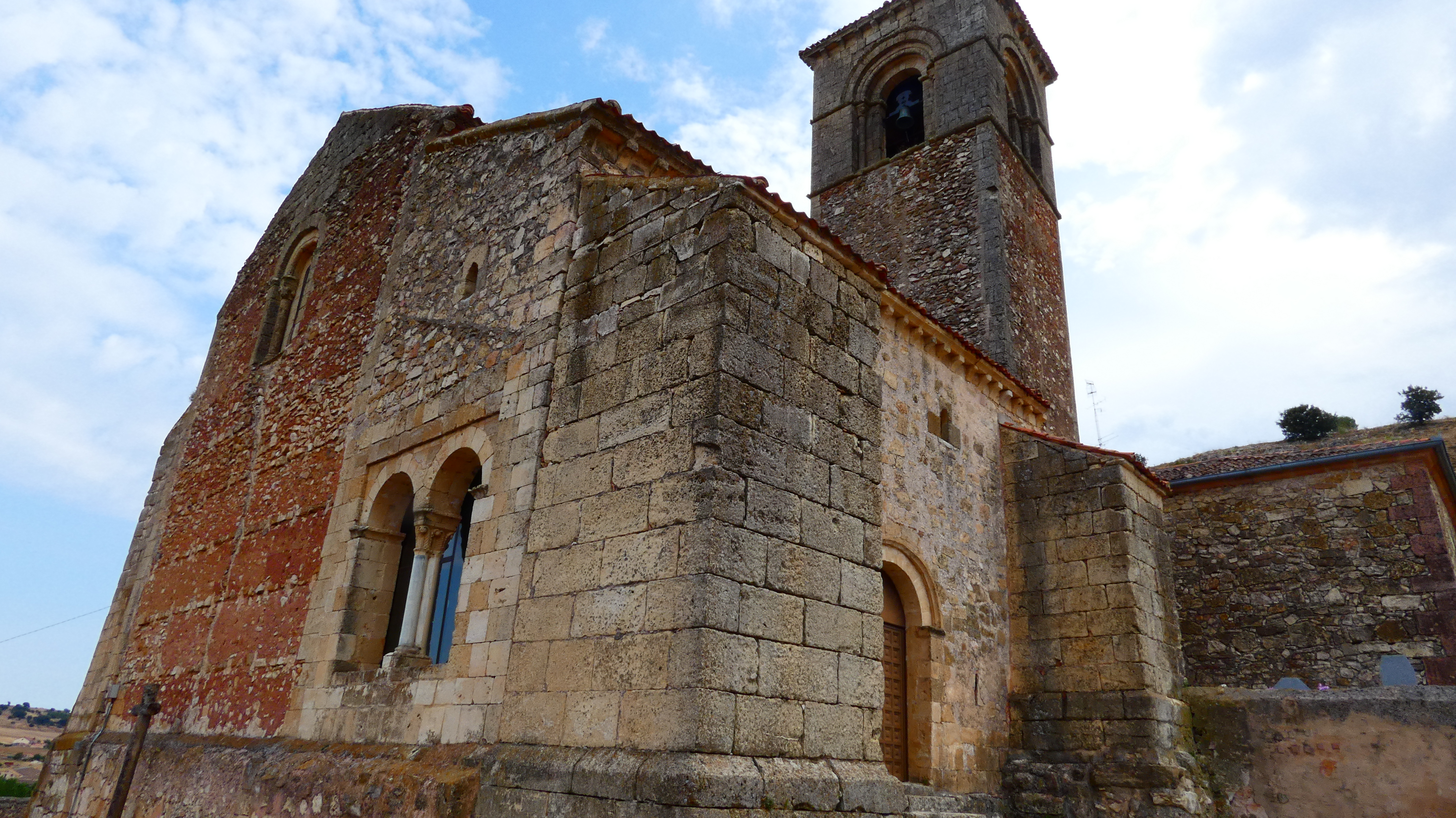
Exterior de la iglesia

La iglesia de la Asunción de Nuestra Señora es un templo románico, construido en el siglo XIII, que se encuentra en la localidad española de Caballar (Segovia).

## Historia
Esta iglesia se sitúa en la comarca de Turégano, zona con una gran cantidad de iglesias románicas que siguen todas un mismo patrón. Esta iglesia se asemeja a la iglesia de San Cristóbal en La Cuesta (Segovia). Por lo tanto no es de extrañar que el mismo taller y maestro trabajasen en ésta de Caballar.

## Arquitectura
- Exterior:

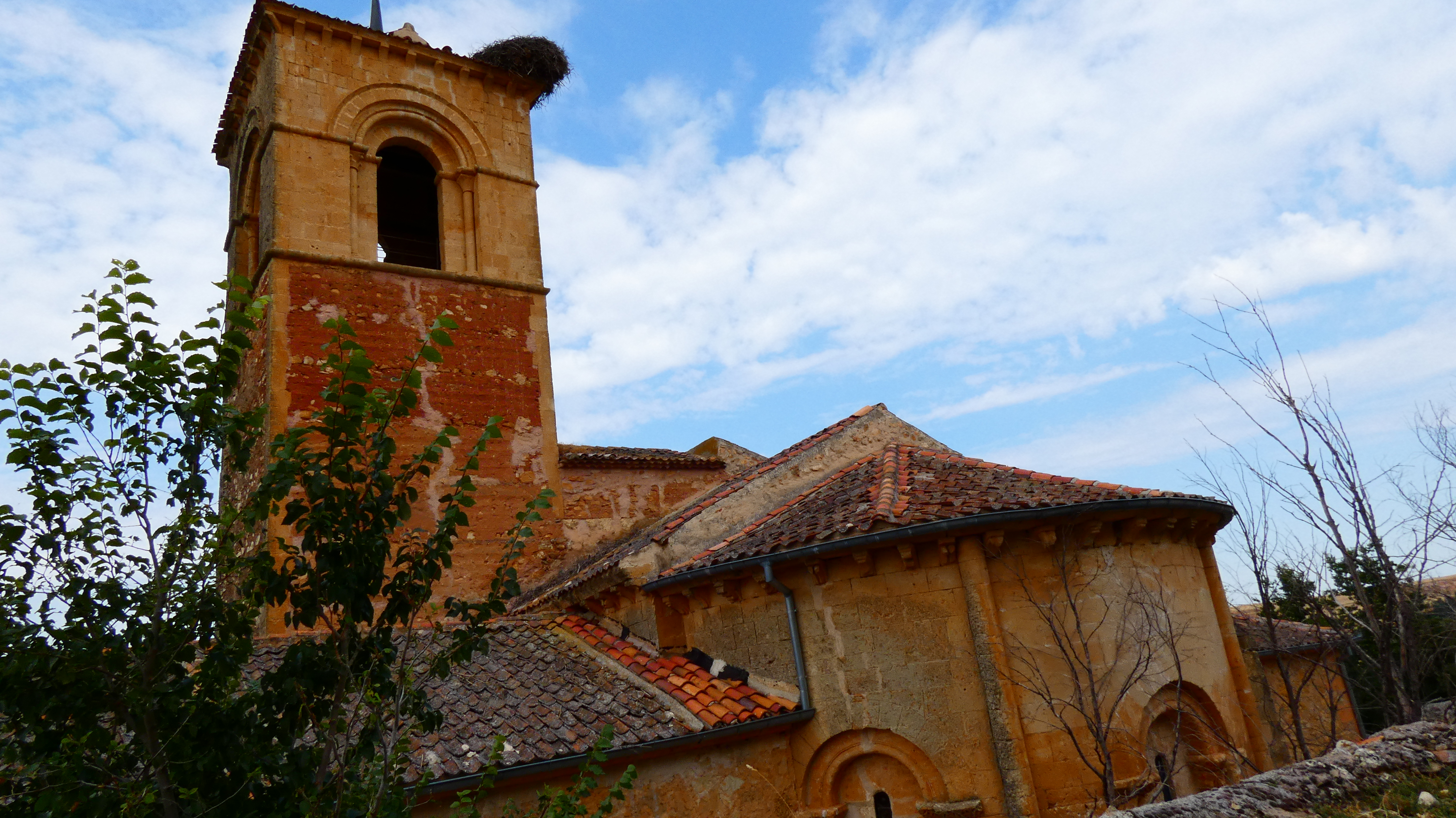
Ábside y torre

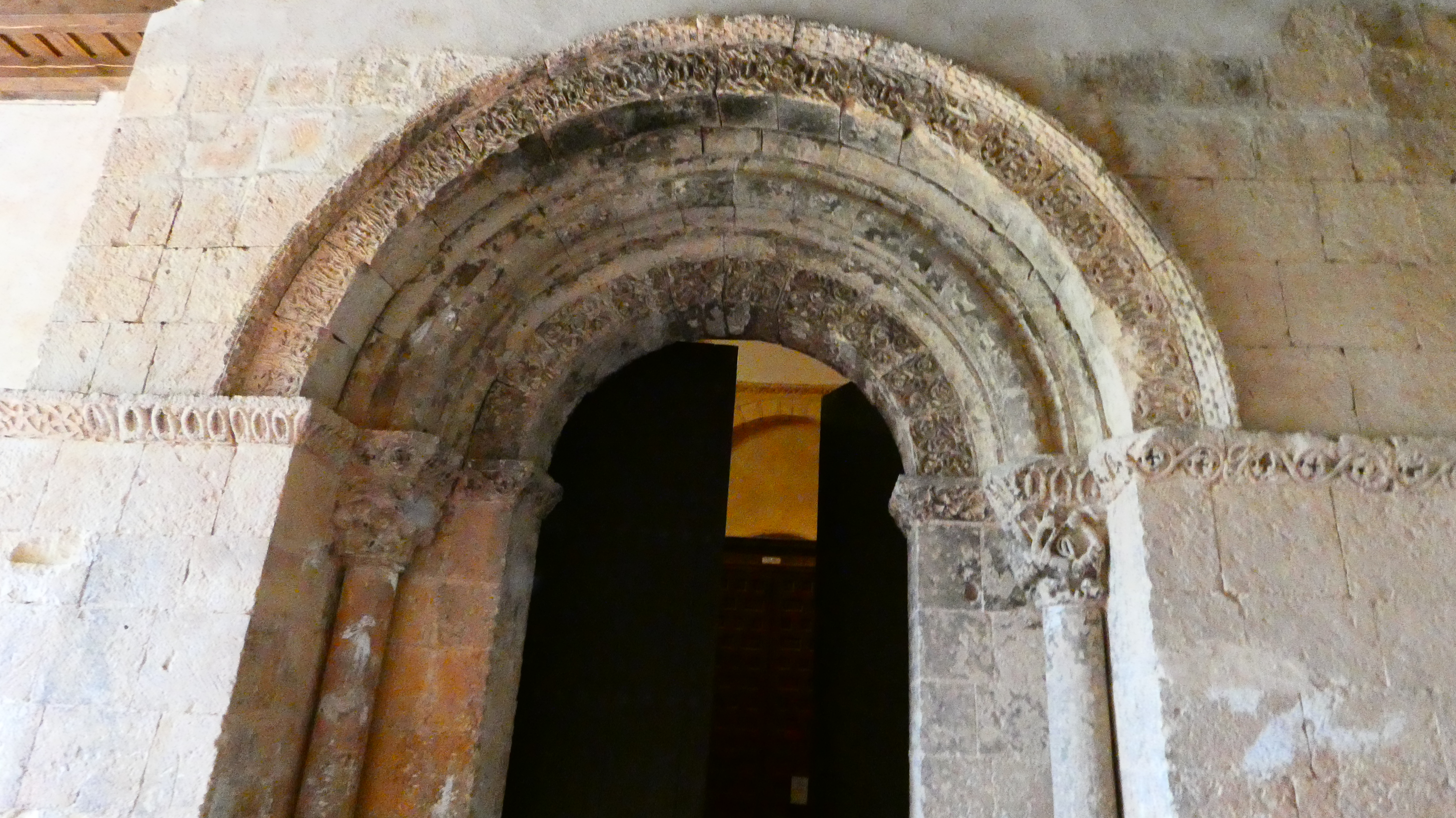
Puerta románica que daba acceso al templo desde la desaparecida galería porticada

El templo posee una única nave con una torre románica añadida en el lado sur, esta posee cuatro pisos de altura, en el último piso se encuentran cuatro vanos de medio punto decorados con capiteles vegetales. El ábside, semicircular, está muy deteriorado y se encuentra embutido entre capillas añadidas en el siglo XVIII, dotando al templo con planta de cruz latina.  
Originalmente el templo poseía dos puertas y una galería porticada, pero debido a varias remodelaciones en siglos posteriores solo han perdurado dos arcos en el lado oeste de la desaparecida galería, decorados con un capitel que representa motivos vegetales, también se añadió un 
porche y una tercera puerta en las remodelaciones. 
- Interior:

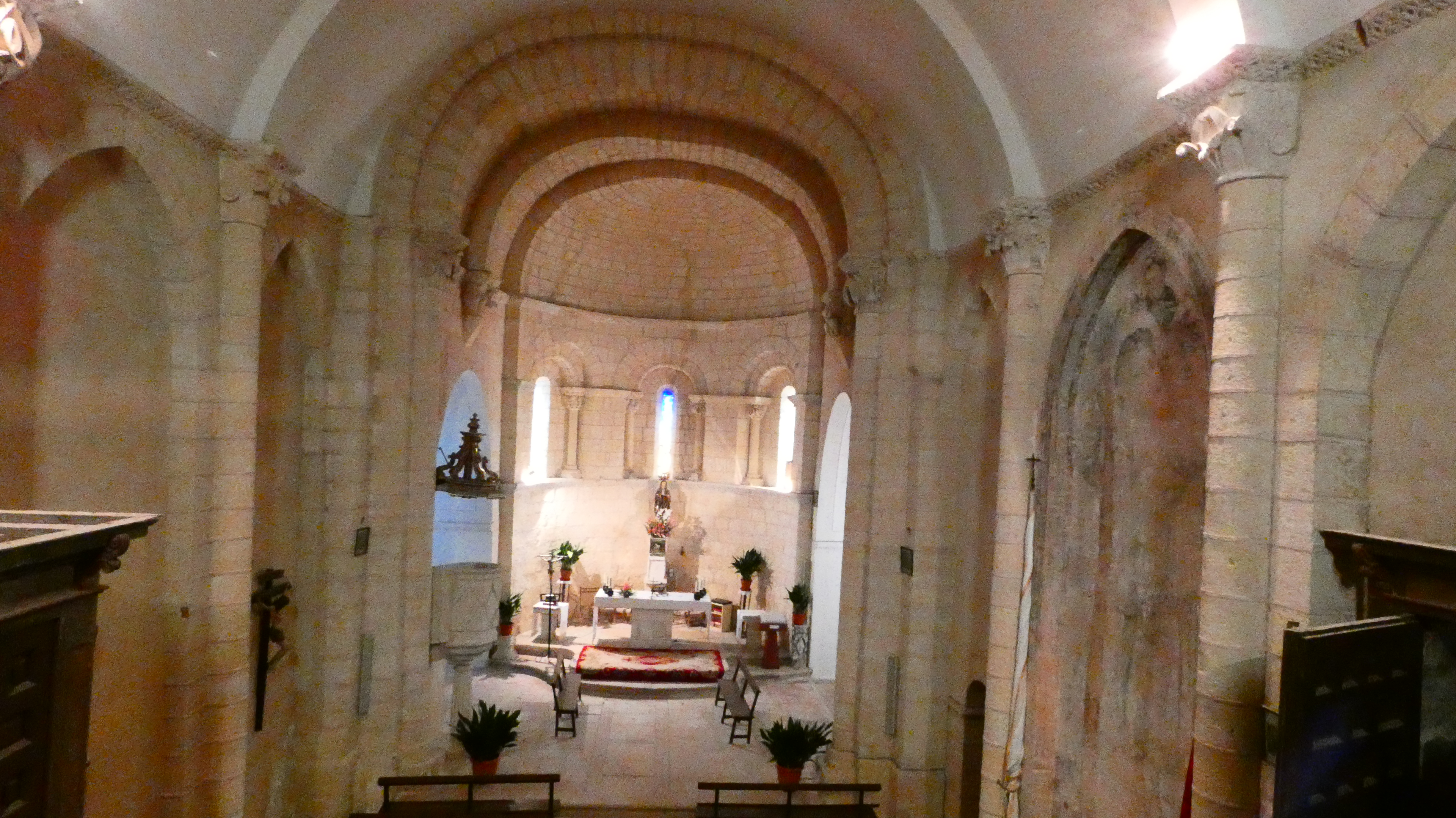
Interior del templo

El interior posee varias soluciones arquitectónicas muy atípicas para la época, la nave, de bastante altura, se cubre por bóvedas de cañón sujetadas por arcos fajones, las bóvedas están algo aplastadas debido al peso ejercido por al piedra.
En los muros se encuentran varios arcos ciegos ojivales separados por las columnas. El ábside se cubre mediante una bóveda de horno, posee tres ventanales de medio punto decorados con guardapolvos florales y capiteles que representan animales y bestias mitológicas.

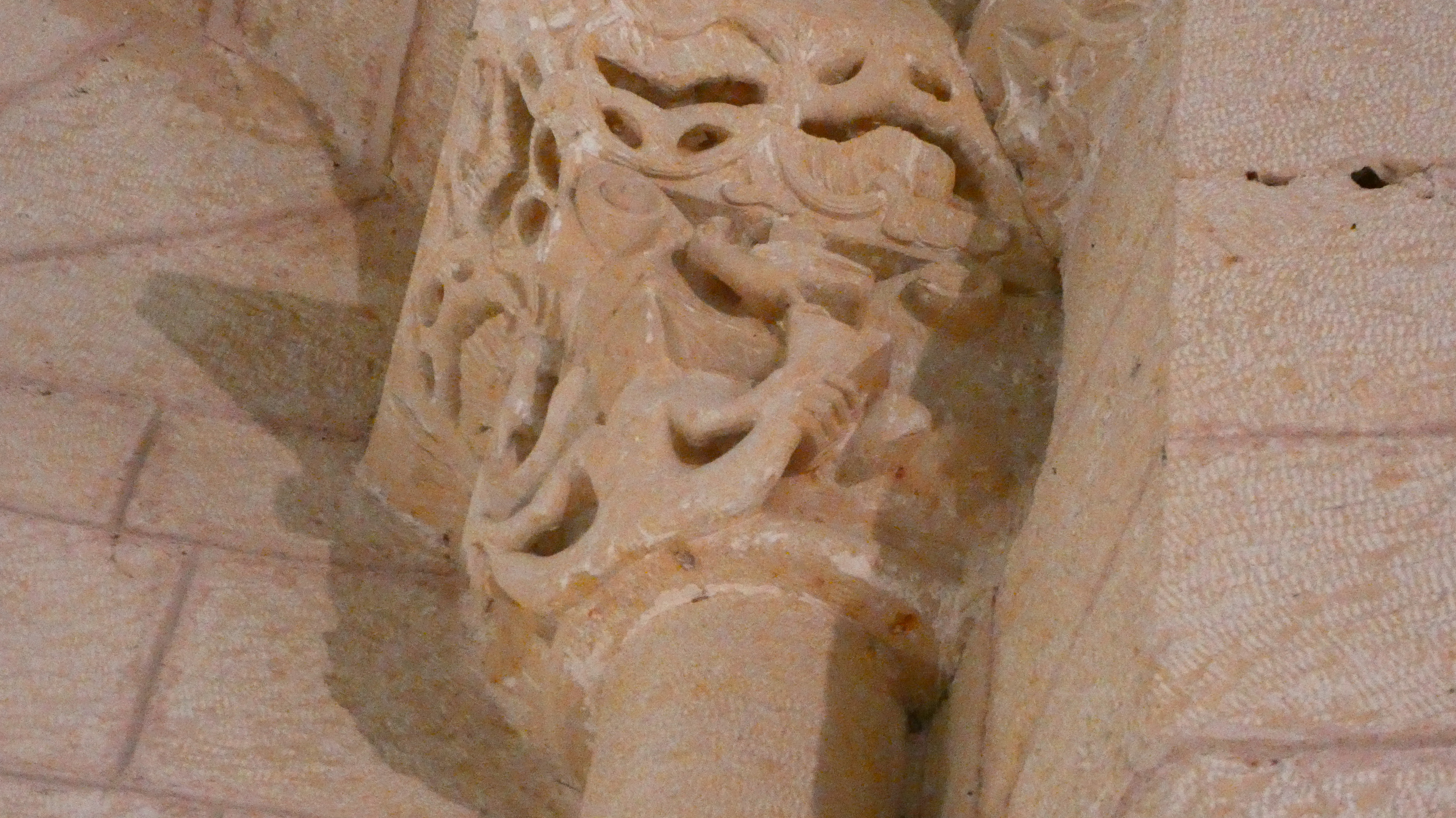
Capitel representando una sirena de dos colas

Algo bastante inusual en esta iglesia es la gran calidad escultórica de los capiteles representados, en ellos se pueden ver leones, aves, motivos vegetales y bestias mitológicas.
También se encuentra representada la figura del Halconero, muy repetida en las iglesias románicas de la comarca de Turégano. 

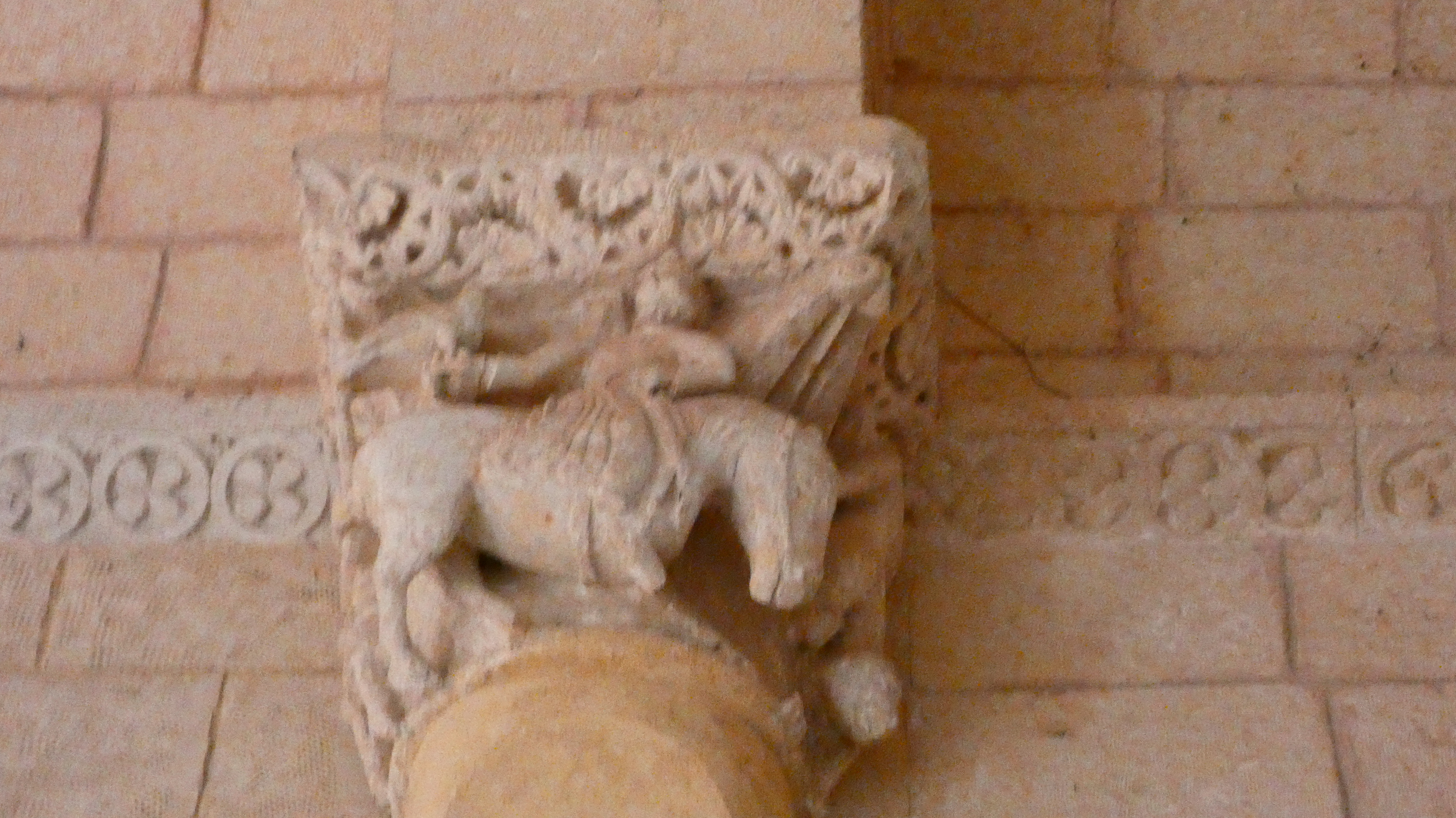
Capitel representando la figura del Halconero